# Puente de Öland
El puente de Öland (en sueco: Ölandsbron) es un puente de carretera que salva el estrecho de Kalmar, un estrecho del mar Báltico, y que conecta Kalmar (parte continental de Suecia) con la isla de Öland. Tiene 6072 m de longitud, 13 m de anchura y 36 m de altura. Está apoyado en 156 pilares, y tiene una característica joroba en su extremo occidental. Fue inaugurado el 30 de septiembre de 1972, siendo uno de los más largos de toda Europa.
El puente costó  80 millones de coronas suecas. La construcción  llevó 4,5 años, y cerca de 100 mil metros cúbicos de hormigón. El puente se construyó también para el transporte de agua dulce del continente a la isla Öland. El proyecto del puente ha recibido mucho apoyo, pero también protestas. La principal objeción era que el puente amenaza el medio ambiente.